# Трухільйо (Гондурас)
Трухільйо (ісп. Trujillo) — місто в північній частині Гондурасу, на узбережжі Карибського моря, біля підніжжя гір Калентура й Капіра. Адміністративний центр департаменту Колон. Девіз міста: «Перша столиця Гондурасу» (ісп. La primera capital de Honduras).

## Історія
Під час своєї четвертої, заключної експедиції до берегів Америки, Христофор Колумб висадився на березі, де розташовано сучасне місто Трухільйо 14 серпня 1502 року. До того дослідивши острови Карибського моря, він вперше вступив на американський материк. Колумб назвав ту частину моря Затокою Глибин (ісп. Golfo de Honduras), оскільки глибина моря там була дуже значною. У подальшому Гондураська затока, як прийнято її називати, дала назву спочатку колонії, а потім і державі Гондурас.
Історія сучасного міста почалась 1524 року, невдовзі після завоювання Мексики Ернаном Кортесом. Останній доручив Кристобалю де Оліду знайти гарне місце для іспанського опорного пункту з метою подальшого завоювання Гондурасу. Однак, Кристобаль де Олід, змовившись із кубинським губернатором Веласкесом, вийшов з підпорядкування Кортеса, щоб спільно, в ім'я короля, завоювати й керувати Гондурасом. Змовники домовились, що військове командування залишиться в руках Кристобаля де Оліда, цивільне ж управління перейде до Дієго Веласкеса. Прибувши до берегів Гондурасу, де Олід заснував поблизу сучасного Трухільйо, місто Тріунфо де ла Крус, звідки розпочав наступ у глибину країни. Довідавшись про зраду, Кортес відрядив до Гондурасу Франсіско де Лас Касаса з п'ятьма кораблями. Лас Касас втратив більшу частину свого флоту під час шторму, однак, йому вдалось скласти проти Оліда змову та стратити його. Після усунення Кристобаля де Оліда, Лас Касас перемістив місто в межі сучасного його розташування, оскільки природна гавань там була більшою за розмірами. Одночасно, Тріунфо де ла Крус був перейменований на Трухільйо. Невдовзі Кортес сам відвідав місто, щоб переконатись в успішності експедиції Лас Касаса.
У подальші роки Трухільйо став важливим пунктом відвантаження золота й срібла, що видобувалось у глибині країни. Ці скарби також приваблювали піратів, і вони почали часто нападати на місто.
Відповідно до іспанських колоніальних законів Трухільйо став столицею Гондурасу, проте через його вразливість столицю було перенесено в глибину країни, до міста — Камаягуа. Близько 1550 року для захисту міста, на вході в затоку, було зведено фортецю Форталеза де Санта-Барбара, проте вона не завжди була здатна захистити Трухільйо від піратів — пік нападів яких припав на 1683 рік. Місто було неодноразово зруйновано у 1633–1797 роках.
Після здобуття незалежності 1821 року, Трухільйо передав столичні функції місту Камаягуа.
1860 року політичний авантюрист Вільям Вокер, який захопив владу у сусідньому Нікарагуа, був схоплений та страчений у Трухільйо. Його могила є місцевою пам'яткою.
Американський письменник О. Генрі, півроку переховуючись у Гондурасі від правоохоронних органів США, проживав, в основному, в Трухільйо. Згодом він написав багато оповідань, сюжет яких розгортався у вигаданому місті «Кораліо», заснованому на реальному місті Трухільйо. Більшість цих історій з'явились у його книзі «Королі й капуста» (1904).